# Convergència condicional
En matemàtiques, d'una sèrie o d'una integral es diu que és condicionalment convergent si convergeix, però no ho fa absolutament.

## Definició
Més precisament, una sèrie {\displaystyle \scriptstyle \sum \limits _{n=0}^{\infty }a_{n}} convergeix condicionalment si el límit {\displaystyle \scriptstyle \lim \limits _{m\rightarrow \infty }\,\sum \limits _{n=0}^{m}\,a_{n}} exiteix i és un nombre finit (és a dir, si no és ni ∞ ni −∞) però {\displaystyle \scriptstyle \sum \limits _{n=0}^{\infty }\left|a_{n}\right|=\infty .}
Un exemple típic és la sèrie alternada següent:
{\displaystyle 1-{1 \over 2}+{1 \over 3}-{1 \over 4}+{1 \over 5}-\cdots =\sum \limits _{n=1}^{\infty }{(-1)^{n+1} \over n}}
que convergeix a {\displaystyle \ln(2)\,\!}, però que no és absolutament convergent (vegeu sèrie harmònica).
Bernhard Riemann va demostrar que si una sèrie convergeix condicionalment, es poden reordenar els termes de la sèrie talment que la sèrie acabi convergint a qualsevol valor, o fins i tot que acabi divergint (vegeu teorema de sèries de Riemann).
Una integral condicionalment convergent típica és la de l'eix real positiu de la funció {\displaystyle \sin(x^{2})} (l'anomenada integral de Fresnel).